# Izaokas
Izaokas (internationaler Titel Isaac) ist ein Filmdrama von Jurgis Matulevičius, das auf der gleichnamigen Kurzgeschichte von Antanas Škėma basiert. Der Film feierte Ende November 2019 beim Tallinn Black Nights Film Festival seine Premiere. Izaokas wurde von Litauen als Beitrag für die Oscarverleihung 2022 in der Kategorie Bester Internationaler Film eingereicht.

## Handlung
Am 27. Juni des Jahres 1941, inmitten des Zweiten Weltkrieges, töten Einwohner der litauischen Stadt Kaunas auf dem Garagenhof vom Genossenschaftsverband Lietūkis jüdische Männer und Frauen, die dort zusammengetrieben wurden. Unter den Tätern ist Andrius Gluosnis, der seinen Nachbarn Isaac erschlägt, weil er glaubt, dieser habe ihn an die Sowjetische Geheimpolizei verraten.
Mitten im Kalten Krieg kehrt der gefeierte Schriftsteller und Filmregisseur Gediminas Gutauskas, der nach Kriegsende in den USA im Exil lebte, 23 Jahre später nach Sowjetlitauen zurück. Er führt das Drehbuch für einen Film mit sich, das das Massaker auf dem Garagenhof detailliert darstellt und insbesondere die Tötung an dem Juden Isaac beschreibt. Da Litauen nun unter der Kontrolle der Sowjetunion steht, wird seine Heimkehr für eine größtmögliche politische Propaganda ausgenutzt. Auch die von Moskau unterstützten litauischen Behörden genehmigen zunächst den geplanten Film. Andrius, ein Jugendfreund von Gediminas, ist hingegen äußerst skeptisch, was den Film betrifft, denn er bereut, was damals geschehen ist. Auch dem jungen KGB-Offizier Kazimieras scheint das Drehbuch so detailliert und realistisch geschrieben, dass er vermutet, der Regisseur könnte selbst an dem Massaker beteiligt gewesen sein. Er will die Wahrheit um jeden Preis aufdecken, nimmt Gediminas als möglichen Mittäter ins Visier und stellt unangenehme Fragen.

## Literarische Vorlage

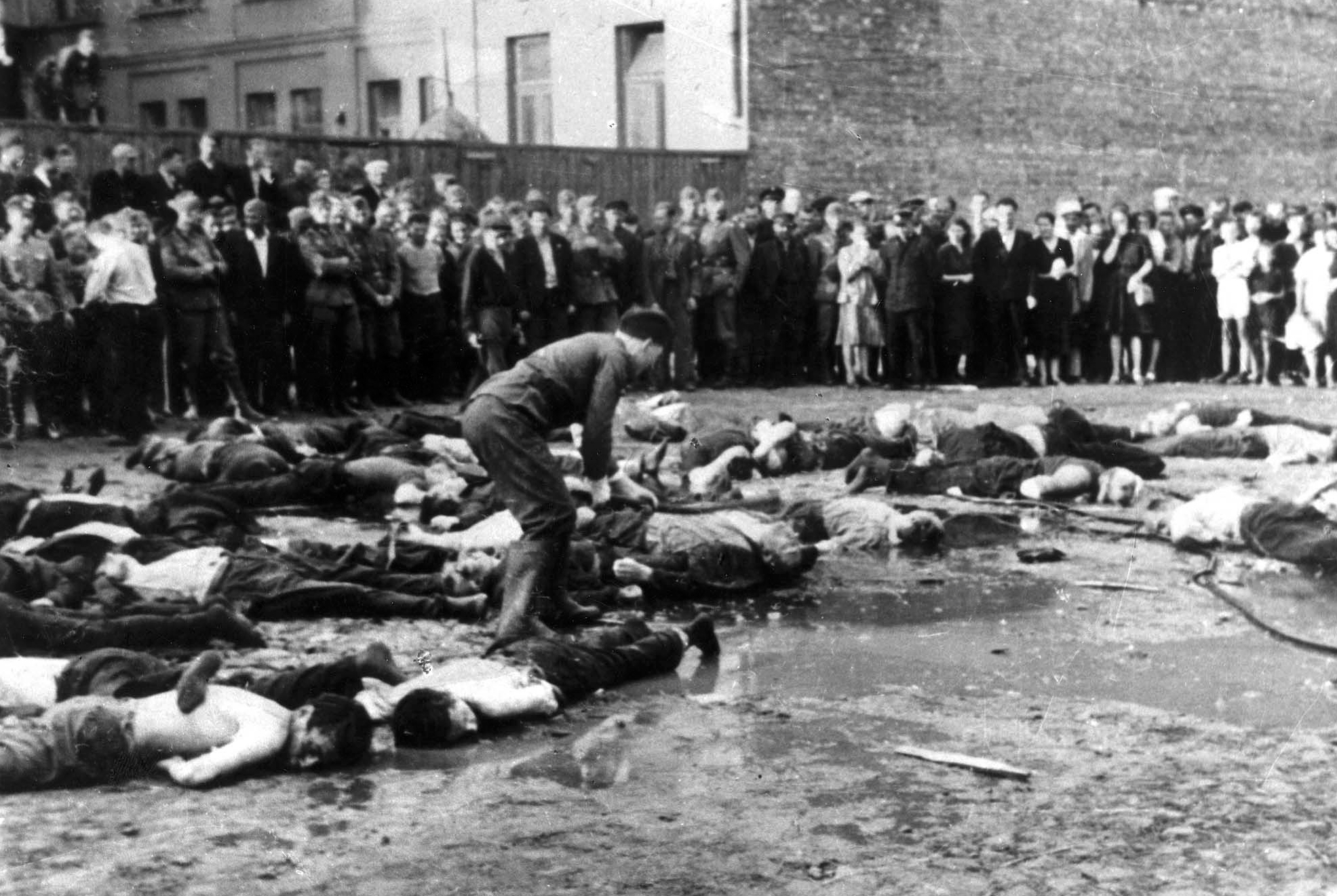
Litauische Zivilisten und deutsche Soldaten beobachteten das Massaker an 68 Juden auf dem Garagenhof von Lietūkis in Kaunas Ende Juni 1941

Der Film basiert auf der Kurzgeschichte Izaokas von Antanas Škėma, eines der letzten Werke des 1961 verstorbenen Schriftstellers. Er diskutiert darin leidenschaftlich und mit stechender Ironie die Themen Schuld und Rache in einer absurden Welt und knüpft dabei an Motive der Opferung Isaaks an, um die Unmöglichkeit, den Holocaust zu „verstehen“, in Worte zu fassen. Er erzählt hierbei vom Holocaust in Litauen, insbesondere vom sogenannten Kaunas-Pogrom, ein Massaker an im litauischen Kaunas lebenden Juden zwischen 25. und 29. Juni 1941, den ersten Tagen der Operation Barbarossa und der Besetzung Litauens durch die Nazis. Hierbei waren auf einem Garagenhof Juden aus der Gegend zusammengetrieben und von Weißarmbändlern, also den litauischen Partisanen der LAF, mit dort herumliegenden Gegenständen erschlagen worden. Als die Wehrmacht am 25. Juni 1941 ohne Gegenwehr der Bevölkerung in Kaunas einmarschierte, hatten die Pogrome gegen Juden schon begonnen.

## Produktion

### Filmstab und Drehbuchentwicklung
Es handelt sich bei Izaokas um den Debütfilm von Jurgis Matulevičius, der gemeinsam mit der Regisseurin Saulė Bliuvaitė und dem Regisseur und Philosophen Nerijus Milerius auch das auf Škėmas Kurzgeschichte basierende Drehbuch schrieb. Matulevičius absolvierte die litauische Musik- und Theaterakademie mit einem Abschluss in Filmregie. Beim Schreiben des Drehbuchs für den Film konsultierten sie Experten aus verschiedenen Bereichen, so den Psychologen Robertas Petronis, ein Dozent am Institut für humanistische und existenzielle Psychologie in Litauen, die Psychologin Viktorija Vaišvilaitė und Katerina Rutkauskienė. Sie nahmen auch an psychotherapeutischen Sitzungen teil, in denen Familienkonstellationen zum Einsatz kamen, um die Beziehung zwischen dem Opfer und dem Mörder von den Psychologen zum Verständnis gebracht zu bekommen. Zudem arbeiteten sie im Sonderarchiv Litauens, wo sie den Fall von Vilijampolė und andere Massaker untersuchten. Das Drehbuch wurde von Irena Veisaitė gelesen und kommentiert, deren Onkel Jurgis in der Garage von Lietūkis getötet wurde.
Während Škėma den Exilanten Andrius Gluosnis als jemanden zeigt, der sich wegen seiner posttraumatischen Kriegserfahrungen in einer psychiatrischen Klinik befindet, unterteilte Matulevičius diesen Charakter in seinem Film in die drei Hauptfiguren Andrius, Gediminas und Elena. Der Film ist ebenfalls in drei Kapitel unterteilt, beginnend mit der sechsminütigen Eröffnungssequenz, in der Andrius Gluosnis kaltblütig in einem Schuppen Isaac tötet, bevor er sich weiter dem Massaker widmet.

### Besetzung und Dreharbeiten
Aleksas Kazanavičius spielt Andrius Gluosnis, Dainius Kazlauskas den von ihm ermordeten Juden Isaac und Severija Janušauskaitė und Dainius Gavenonis Andrius' Freunde Elena und Gediminas Gutauskas. Martynas Nedzinskas spielt den jungen KGB-Offizier Kazimieras.
Gedreht wurde in der ukrainischen Hauptstadt Kiew, in Litauens Hauptstadt Vilnius, in Kaunas, dem Haupthandlungsort des Films, und in der Hafenstadt Klaipėda. Für das Szenenbild dienten teilweise Fotografien aus den 1940ern vom Garagenhof Lietūkis als Vorlage. Matulevičius drehte den Film mit seinem Kameramann Narvydas Naujalis größtenteils in Schwarzweiß. Im ersten Teil wollte Matulevičius die drei Hauptfiguren des Films zeigen, wie sie in der Vergangenheit gefangen sind. Den zweiten Teil gestaltete er in Farbe, was eine neue Etappe in ihrer Freundschaft und einen Neuanfang symbolisieren sollte. Im dritten Teil kehr Matulevičius zu Schwarzweiß zurück, als die Figuren erkennen, dass es unmöglich ist, das wiederherzustellen, was längst nicht mehr existiert.

### Veröffentlichung
Eine erste Vorstellung erfolgte Ende November 2019 beim Tallinn Black Nights Film Festival.  Ab Ende Februar 2020 wurde er beim Glasgow Film Festival gezeigt. Eine Veröffentlichung in Frankreich als Video-on-Demand erfolgte am 22. Juni 2020. Im September 2020 wurde er beim Prague International Film Festival - Febiofest gezeigt, im Oktober 2020 bei CinÉast in Luxemburg. Die Deutschlandpremiere erfolgte im Dezember 2020 beim Filmfestival Cottbus.

## Rezeption

### Kritiken
Von den zehn bei Rotten Tomatoes aufgeführten Kritiken sind alle positiv.
Alex Saveliev von Film Threat schreibt, der Einfluss des polnischen Filmemachers Paweł Pawlikowski auf Isaac sei offensichtlich, ebenso wie die Stilistik des Kinos aus der Sowjetzeit, ganz zu schweigen von allen kafkaesken Bildern. Die Menschen leben in schäbigen Wohnungen mit rissigen Wänden und freiliegenden rostigen Heizkörpern. Jurgis Matulevičius halte sein Publikum auf Trab und sei ein meisterhafter Puppenspieler, niemals manipulativ, immer roh, ehrlich und kompromisslos. Die flüssige Kamera von Narvydas Naujalis wechsele mutig zwischen Schwarzweiß und Farbe und erfasse sowohl die subtilsten Ausdrücke als auch die ganze Bandbreite menschlicher Emotionen.

### Auszeichnungen
Izaokas wurde von Litauen als Beitrag für die Oscarverleihung 2022 in der Kategorie Bester Internationaler Film eingereicht.
Europäischer Filmpreis 2020
- Nominierung als Bester Debütfilm (Jurgis Matulevičius)
- Nominierung als Europäische Entdeckung für den FIPRESCI-Preis (Jurgis Matulevičius)[20][10]

Slamdance Film Festival 2021
- Nominierung als Bester Spielfilm[21]

Tallinn Black Nights Film Festival 2019
- Nominierung als Bester Erstlingsfilm (Jurgis Matulevičius)

Vilnius International Film Festival 2020
- Nominierung als Bester Film im New Names Competition (Jurgis Matulevičius)